# گتاب
گَتاب از شهرهای استان مازندران در شمال ایران است. این شهر، در بخش گتاب شهرستان بابل قرار دارد. مردم گتاب از قومیت طبری هستند و به زبان مازندرانی گویش می‌کنند. جمعیت گتاب در سال ۱۳۹۵ خورشیدی، برابر با ۷٬۳۷۴ نفر و مساحت آن ۱۲ کیلومتر مربع گزارش شده‌است. در دو طرف این شهر زمین های کشاورزی وجود دارد که بسیار جالب است

## تاریخچه

### وجه تسمیه
جستجویی که از اهالی این محل در مورد نام گتاب بعمل آمده‌است، اظهار شده‌است که در گذشته چشمه‌ای در راه بالا و پایین گتاب قرار داشته که آب شرب مردم روستا در آن زمان از آن تأمین می‌شد. اما بعدها به تدریج آب آن چشمه تقلیل رفته و با عبور جاده اصلی از روی آن امروزه نشانه کوچکی از آن به چشم می‌خورد. احتمالاً گتو یا گتاب به مفهوم آب بزرگ به علت وجود آن چشمه نامگذاری شده‌است.
رابینو در سفرنامه خود گتاب فعلی را قطعاب نام برده‌است. نظر دیگری که در پیدایش نام گتاب مطرح شده چنین است که می‌گویند سیلابی از بالا به پایین روستا را فراگرفته و در روستای سرست که در شمال کفشگرکلا واقع است متوقف شده‌است و این سیلاب و تاریخ وقوع آن و این نظر چندان مقرون به صحت نمی‌باشد.
نظریه دیگری در رابطه با اسم گتاب بدین شرح می‌باشد که قبل از اصلاحات ارضی در ایران نحوه اداره این روستا به صورت کدخدامنشی و ارباب - رعیتی بوده و نفوذ اداری و اجتماعی گتاب در زمان گذشته مانند موقعیت فعلی آن بسیار بالا بوده و قبل از این دوره کشاورزی غالب این منطقه کشت توتون و پنبه بوده‌است؛ و از آنجایی گتاب در مسیر اصلی بابل - بندپی قرار داشت کشاورزان روستاهای جنوبی می‌بایست از مسیر راه گتاب عبور کنند تا محصولات خود را جهت فروش به شهر بابل ببرند؛ و برای این کار می‌بایست پشت سر اربابان و مالکان زمین گتاب که جلوتر از آن‌ها بودند حرکت کنند یعنی در واقع آن اربابان جلودار آن‌ها بودند و اول آن‌ها حرکت می‌کردند و بعد افراد روستاهای دیگر و به نظر دیگر اربابان و مالکان زمین گتاب به جهت نداشتن بازده محصولات خوب و عدم رونق بازار برای فروش محصولات در شهر جلوی روستاییان دیگر را که رقیب آن‌ها بشمار می‌رفتند گرفته و با پیاده کردن محصولات و با خرید از آن‌ها بازار فروش را به انحصار خود درمی‌آوردند؛ بنابراین به خاطر همین این شهر قبلاً به جلودار محله معروف شد و نیز علت داشتن پسوند شناسنامه‌ای جلودار برای تمام مردم گتاب گرفته شده از این موضوع می‌باشد.
شهر گتاب تنوع کشاورزی و باغداری زیادی دارد و در گتاب بنگاه ارسال مستقیم کالا به شهرهای ایران به ویژه تهران وجود دارد که انواع میوه‌جات و سبزی را به سایر مناطق ایران حمل می‌کند.
اولین شهردار این شهر علی‌پناه علی‌زاده می‌باشد.
بر پایة مطالعات میدانی و بررسی اسناد و مدارک موجود از محله بندی عرفی، شهر گتاب ترکیبی از ۱۲ محله عرفی به نامهای۱- دبستان، ۲- سنگرود ،۳- نظام آباد ،۴- ایستگاه، ۵- بیله پی، ۶- چهار راه بیل پی، ۷- پایین محله (شنبه بازار)، ۸- تلی کلا، ۹- باغبان کلا، ۱۰- پاشاکلا ،۱۱- عمران کلاه ۱۲- جفتور کلا تشکیل شده‌است.

### دوران باستان

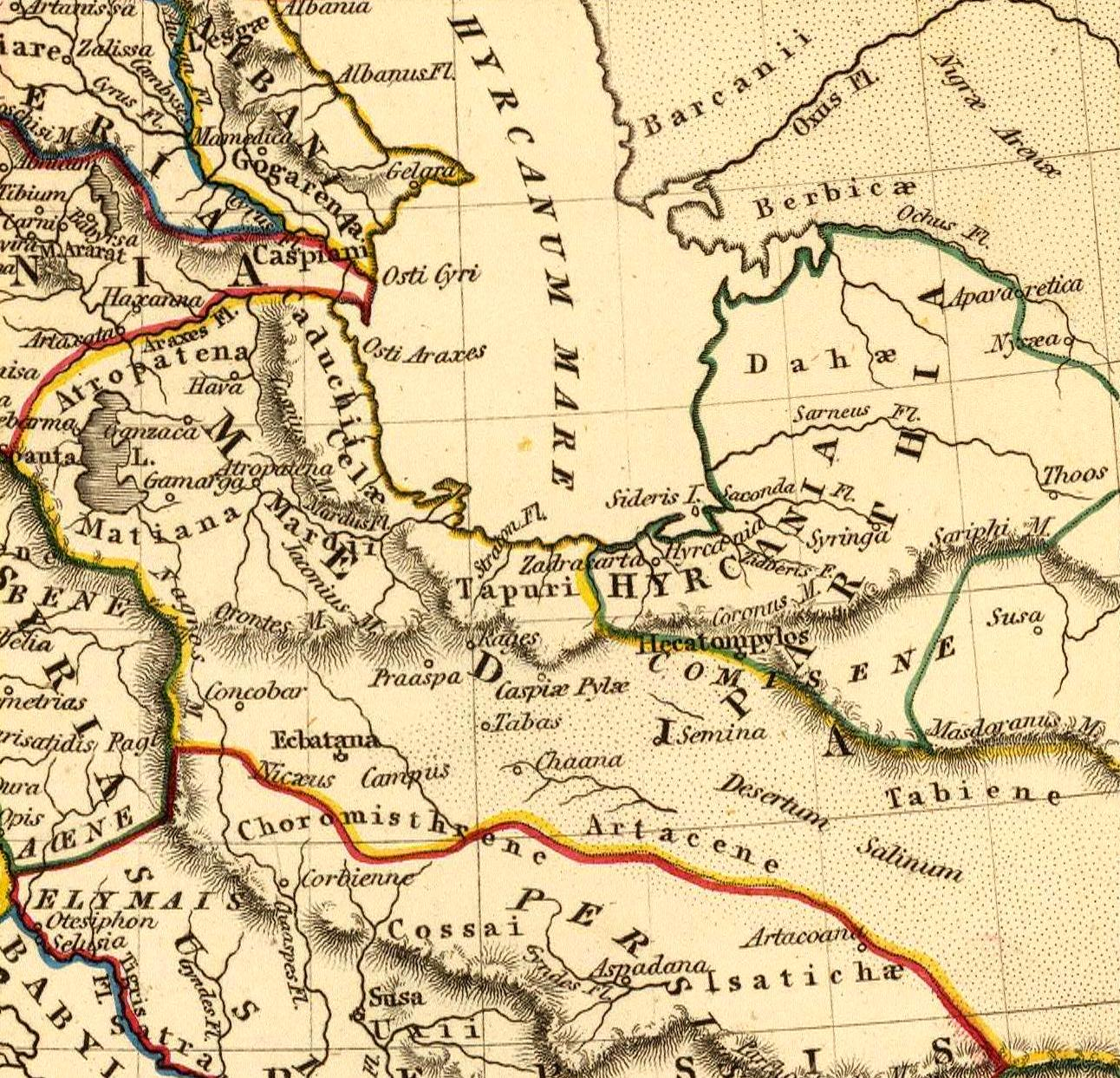
موقعیت تپورها در قرن دوم قبل از میلاد، از شرق سپیدرود تا اسرم هیرکانیا

استان مازندران پیش از اسلام تپورستان (به پهلوی: ) نامیده می‌شد که برگرفته از نام قوم تپوری (به یونانی: Τάπυροι) می‌باشد که پس از اسلام قوم طبری نام گرفتند و سرزمینشان طبرستان نامیده شد.
به اعتقاد مورخان آماردها نخستین سکنه باستانی مازندران بودند و آماردها از آمل تا تنکابن و تپورها از آمل تا گرگان سکونت داشتند. در عصر هخامنشی در کرانه جنوبی دریای مازندران اقوام، تپوری، آمارد، آناریاکه و کادوسی سکونت داشتند. مورخان آماردها را به مردمان داهه و سکایی و پارسی پیوند داده‌اند.
هرودوت از قبیله مارد (mardes) در کنار دائی‌ها (daens)، دروپیک‌ها (dropiques)، و ساگارتی‌ها (sagarties) به عنوان پارس‌های کوچنشین و صحراگرد یاد کرده‌است. پلینیوس مورخ یونانی محل آماردها را قسمت شرقی مارگانیا شناسایی کرده‌است. استرابون(۶۳ ق. م) قوم آمارد را در کنار اقوام تپوری، کادوسی و کرتی به عنوان اقوام کوهستان نشین شمال کشور یاد می‌کند. استرابو می‌نویسد: تمام مناطق این کشور به استثنای بخشی به سمت شمال که کوهستانی و ناهموار و سرد است و محل زندگی کوهنشینانی به نام کادوسی (Cadusii) و آماردی (Amardi) و تپوری (Tapyri) و کرتی (Cyrtii) و سایر مردمان دیگراست، حاصلخیز است.
به گفته واسیلی بارتلد تپوری‌ها در قسمت جنوب شرقی ولایت سکونت داشتند و در قید اطاعت هخامنشیان درآمده بودند و آماردها مغلوب اسکندر مقدونی و بعد مغلوب اشکانیان شدند و اشکانیان در قرن دوم ق. م. آنها را در حوالی ری سکونت دادند و اراضی سابق آماردها به تپوری‌ها اهدا شد و بطلمیوس در شرح دیلم یعنی قسمت شرقی گیلان در ساحل بحر خزر در آن زمان از تپوری‌ها نام می‌برد.به گفته یحیی ذکا در «کاروند کسروی» آورده‌است: آماردان یا ماردان، در زمان لشکر کشی اسکندر مقدونی به ایران، این تیره در مازندران نشیمن می‌داشتند و آن هنگام هنوز قبایل تپوران به آنجا نیامده بودند. به گفته مجتبی مینوی قوم آمارد و قوم تپوری در سرزمین مازندران می‌زیستند و تپوری‌ها در ناحیه کوهستانی مازندران و آماردها در ناحیه جلگه‌ای مازندران سکونت داشتند. در سال ۱۷۶ ق. م فرهاد اول اشکانی قوم آمارد را به ناحیه خوار کوچاند و تپوری‌ها تمام ناحیه مازندران را فرو گرفتند و تمام ولایت به اسم ایشان تپورستان نامیده شد.

## جمعیت
بر اساس سرشماری سال ۱۳۹۵ جمعیت این شهر برابر با ۷٬۳۷۴ نفر جمعیت بوده‌است. مردم گتاب به زبان مازندرانی گویش می‌کنند.